# Emanuele Romano
Emanuele Romano (Gela, 25 gennaio 1912 – Palermo, 9 febbraio 1998) è stato un vescovo cattolico italiano.

## Biografia
Figlio di Angelo e Concettina Catalano, proveniva da una famiglia della borghesia palermitana.

### Formazione e ministero sacerdotale
Dopo gli studi nel Seminario arcivescovile di Monreale, si è laureato in filosofia presso l'Università degli Studi di Palermo.
È stato ordinato sacerdote a Monreale da Ernesto Eugenio Filippi, arcivescovo di Monreale, il 26 luglio 1936.
Nel 1945 monsignor Filippi lo ha nominato vicario generale, incarico che ha mantenuto anche con i successori Francesco Carpino e Corrado Mingo. Dal 1950 al 1952 è stato anche rettore del seminario arcivescovile.
Il papa Pio XII, nel 1946 lo ha nominato prelato domestico e nel 1949 protonotario apostolico.

### Ministero episcopale
Il 20 giugno 1973 è stato nominato vescovo titolare di Nigre Maggiori e ausiliare di Monreale da papa Paolo VI; è stato consacrato il 22 luglio successivo dal cardinale Francesco Carpino, arcivescovo emerito di Palermo, co-consacranti Corrado Mingo, arcivescovo di Monreale, e Pasquale Bacile, vescovo di Acireale.
Il 24 gennaio 1978, lo stesso Papa lo ha nominato vescovo coadiutore di monsignor Francesco Ricceri, vescovo di Trapani di cui ha preso il posto a partire dal 31 luglio 1978.
È stato vescovo delegato per le comunicazioni sociali nell'ambito della Conferenza episcopale siciliana.
Di lui si ricorda l'omelia al funerale del giudice Giangiacomo Ciaccio Montalto nel 1983.
L'8 settembre 1988 ha lasciato la diocesi per raggiunti limiti d'età e si è ritirato a vita privata a Palermo, dove è morto circa dieci anni dopo, il 9 febbraio 1998; è sepolto a Monreale.

## Genealogia episcopale
La genealogia episcopale è:
- Cardinale Scipione Rebiba
- Cardinale Giulio Antonio Santori
- Cardinale Girolamo Bernerio, O.P.
- Arcivescovo Galeazzo Sanvitale
- Cardinale Ludovico Ludovisi
- Cardinale Luigi Caetani
- Cardinale Ulderico Carpegna
- Cardinale Paluzzo Paluzzi Altieri degli Albertoni
- Papa Benedetto XIII
- Papa Benedetto XIV
- Cardinale Enrico Enriquez
- Arcivescovo Manuel Quintano Bonifaz
- Cardinale Buenaventura Córdoba Espinosa de la Cerda
- Cardinale Giuseppe Maria Doria Pamphilj
- Papa Pio VIII
- Papa Pio IX
- Cardinale Alessandro Franchi
- Cardinale Giovanni Simeoni
- Cardinale Antonio Agliardi
- Cardinale Basilio Pompilj
- Cardinale Adeodato Piazza, O.C.D.
- Cardinale Francesco Carpino
- Vescovo Emanuele Romano